# Johann Rudolph Christiani
Christoph Johann Rudolph Christiani (født 15. april 1761 i Nordby præstegård (Risby Sogn) ved Egernførde, død 6. januar 1841 i Lyneborg) var en dansk-tysk pædagog og præst. Han var far til Rudolf Christiani.
Efter endte universitetsstudier begyndte han, der selv var præstesøn, præstelig virksomhed 1787 som sognepræst for Kalleby og Moldened Sogne i Gottorp Amt. Embedsgerningen levnede ham rigelig fritid, og som oplysningens ven udsendte han det ene skrift efter det andet for at befordre "fornuftig Eftertanke"; han var udpræget rationalist og derfor begærlig efter reformer i gudstjeneste og ved lærernes uddannelse. Da professor Adler 1792 blev udnævnt til superintendent i Slesvig, blev hans nære åndsfrænde Christiani hans efterfølger som tysk hofpræst i København; og med ham afsluttes rækken af de tyske hofpræster. Hans gerning som prædikant i København har vistnok været aldeles forsvindende; men derimod fik hans ophold i hovedstaden en vis betydning ved det opdragelsesinstitut, han oprettede 1795 på Vesterbro ved siden af den Kongelige Skydebane. De skoletanker, som Campe og Salzmann havde arbejdet for i Tyskland, skulle nu også bringes til udførelse i Danmark. Instituttet var dyrt (300 rigsdaler årlig for hver pensionær) og kunne derfor kun få tilgang fra velhavende familier; men det blev en modesag for de rige at sætte børnene i denne anstalt, hvor der holdtes rideheste og abonneret teaterloge for de unge, og hvor der lagdes den største vægt på alle hånde legemsøvelser, ligesom eleverne var uniformerede. Den åndelige føde, der meddeltes, var af mere end tvivlsom beskaffenhed. Læreren i historie var i de første år Christianis svoger Venturini, forfatter af den berygtede Natürliche Geschichte des grossen Propheten von Nazareth, der blev trykt i København 1800-01. Senere bleve dog flere ansete lærere knyttede dertil. Rahbek var således i adskillige år lærer i historie og sprog samt en tid inspektør. Instituttet begyndte med 20 elever, men antallet var i dets højeste blomstringstid over 50. I steden for i simple skoleprogrammer blev årsefterretningerne meddelte i en bombastisk, forskruet stil som Bidrag til Menneskehedens Forædling (både på tysk og Dansk); Love og Anordninger for Eleverne viser sig for nutidslæsere som en karikatur af børneopdragelse. Forstanderen selv angiver sine fag i dannelsesanstalten at være "Anthropologi, saa vel Fysiologi som Sjælelære, med hvilken sidste forbindes det vigtigste af Logikken, fremdeles den filosofiske Retslære, Moral og Religion tillige med Bibel- og Religionshistorie" (ordenen er karakteristisk); det er mange ord for et vistnok såre tyndt indhold. Til sidst blev København dog ked af dette vindmageri, og 1810 forlod Christiani hovedstaden for at overtage præsteembedet i Oldenburg i Holsten. I 1813 blev han superintendent i fyrstendømmet Lybek og sognepræst i Eutin; 1814 forflyttedes han der fra til samme stilling i Lyneborg. I 1817 meddelte Universitetet i Marburg ham den teologiske doktorgrad. I eftermælet ved hans død rostes hans "solide Kundskaber" og "grundige Lærdom".